# Municipio de York (Míchigan)
El municipio de York (en inglés: York Township) es un municipio ubicado en el condado de Washtenaw en el estado estadounidense de Míchigan. En el año 2010 tenía una población de 8708 habitantes y una densidad poblacional de 96,45 personas por km².

## Geografía
El municipio de York se encuentra ubicado en las coordenadas 42°7′38″N 83°43′21″O / 42.12722, -83.72250. Según la Oficina del Censo de los Estados Unidos, el municipio tiene una superficie total de 90.29 km², de la cual 89.87 km² corresponden a tierra firme y (0.47%) 0.42 km² es agua.

## Demografía
Según el censo de 2010, había 8708 personas residiendo en el municipio de York. La densidad de población era de 96,45 hab./km². De los 8708 habitantes, el municipio de York estaba compuesto por el 83.96% blancos, el 10.14% eran afroamericanos, el 0.64% eran amerindios, el 1.71% eran asiáticos, el 0.03% eran isleños del Pacífico, el 1.39% eran de otras razas y el 2.12% pertenecían a dos o más razas. Del total de la población el 4.92% eran hispanos o latinos de cualquier raza.